# 얼루어
얼루어(Allure)는 미국의 여성 미용 관련 잡지이다. 1991년 린다 웰스가 창간했으며, 현재 콩데 나스트에서 발행 중이다.

## 역사
1990년, 당시 콩데 나스트의 회장이였던 S.I 뉴하하우스 주니어와 편집장 알렉산더 리버맨이 미용 잡지와 관련해 린다 웰스에게 접촉했다. 이 때, 린다는 뉴욕 타임즈에서 뷰티, 음식 에디터로 활동 중이였다.
1991년 3월부터 잡지 발행을 시작했다.

## 얼루어 코리아
얼루어 코리아는 얼루어 USA의 라이선스 한국판으로 지난 2003년 8월 창간하였다. 두산매거진에서 발행한다.